# Pointe du Lac (metrostation)
Pointe du Lac is een station van de metro in Parijs langs metrolijn 8 in de gemeente Créteil.

## Geschiedenis
Het STIF gaf in 2006 toestemming voor de verlenging van metrolijn 8 naar Pointe de Lac. De werkzaamheden begonnen in 2007.
Voor de aanleg van de verlenging moest een viaduct over een deel van een snelweg aangelegd worden. De kosten voor de verlenging bedroegen 83 miljoen euro.

## Het station
Het station, dat op 8 oktober 2011 werd geopend, is het oostelijke eindpunt van metrolijn 8. Het station ligt in het uiterste zuiden van Créteil, vlak bij de stadsgrens met Valenton, op 1,3 kilometer van het voormalige eindpunt Créteil - Préfecture.
De aanleg van het station ging mede gepaard met de aanleg van een busbaan voor buslijn 393, een HOV-busverbinding.

## Toekomst
Volgens de planning wordt het station in 2016 het beginstation van de Téléval, een kabelbaan tussen Créteil en Villeneuve-Saint-Georges.